# Rioulf
Rioulf (nórdico antiguo: Herjólfr) también Rioulf d'Evreux (Rithulfus Ebroiensis) fue un caudillo vikingo, jarl de Cotentin y líder de una facción de normandos que se enfrentó en el año 934 a Guillermo I de Normandía.
El cronista del siglo XII Orderico Vital escribió que Rioulf era originario de Evreux. Según los historiadores, la revuelta procedía del desencanto de los vikingos que no deseaban someterse a los jarls de Rouen. Otros vikingos, Bernard de Harcourt, Bothon de Bessin y Anslech de Bricquebec asesoraron a Guillermo animándolo a luchar sin la ayuda de los francos, y se encargaron de encabezar la defensa de las murallas de Rouen, cuyo resultado fue la derrota de los rebeldes. 